# Hassen El Karrèche
Hassen El Karrèche, de son vrai nom Hassen Bellassira, né en 1882 à Tunis et décédé le 17 août 1962, est l'un des tout premiers boxeurs tunisiens.

Natif du quartier tunisois de Bab Laassal, ce commis boucher (métier qui lui donne son surnom) devient un véritable héros national en remportant, le 8 octobre 1913, le championnat de Tunisie au cours d'une soirée où, pour la première fois, des paris sur le combat sont organisés : 
« Quelques semaines avant sa rencontre-revanche contre le champion de Tunisie des poids lourds Lisca[Qui ?], Hassen El Karrèche a demandé au bey de la régence une subvention alimentaire pour qu'il puisse préparer au mieux son combat. Le bey accepta sa demande et lui expédia cyniquement une corde dans un plat avec un petit mot : « Il faut avant tout que tu gagnes le combat ». C'est dire combien le bey lui aussi tenait à la victoire de Hassen El Karrèche. »

Le journaliste Farouk Dahmani cite également le cycliste Ali Neffati, reporter à cette occasion pour le journal L'Auto qui écrit : 
« Ce combat-revanche palpitant de bout en bout laissa au cœur des Tunisiens l'impression profonde que Hassen El Karrèche était véritablement un grand champion à sa manière. C'est un encaisseur et un sévère démolisseur. »
En 2007, il apparaît dans le documentaire J'en ai vu des étoiles d'Hichem Ben Ammar qui relate la parcours de boxeurs tunisiens qui ont marqué l'histoire de la boxe dans leur pays.

## Palmarès
- Champion de Tunisie (poids lourds) : 1912
- Champion de Tunisie (toutes catégories) : 1913, 1914, 1919
- Vainqueur du premier championnat officiel disputé le 31 janvier 1920 au Palmarium